# Amarelo crepúsculo
Amarelo crepúsculo, seguidamente adicionado na literatura da sigla FCF (também conhecido como Amarelo alaranjado S, Amarelo FD&C 6 ou C.I. 15985) é um corante azocomposto amarelo sintético com um máximo de absorção entre 480 e 500 nm dependente do pHp. 463, produzido a partir de hidrocarbonetos aromáticos derivados do petróleo. Quando adicionado a alimentos vendidos na Europa, é notado pelo número E E110, podendo também ser notado pelo número INS 110. Embora existam relatos de que pode induzir reações alérgicas, isto não é confirmado por pesquisas científicas.

## Usos
Amarelo crepúsculo é usado em alimentos fermentados os quais devem ser tratados por calor. Pode ser encontrado em refrigerantes de sabor laranja, marzipã, rocambole ou rolos suíços, geleia de damasco, doces de frutas do gênero citrus, creme de frutas, doces, misturas prontas para bebidas e sopas, margarina, pós para a produção de sobremesas em creme, preparados para gelatina de sabor limão e outras frutas cítricas, bebidas energéticas tais como o Lucozade, farinhas de rosca, aperitivos salgados tais como os Doritos, macarrão instantâneo embalado, misturas de molho de queijo e marinadas em pó, corante alimentício engarrafado amarelo e verde, sorvetes, comprimidos farmacêuticos e medicamentos de prescrição, medicamentos de venda livre (especialmente medicamentos infantis), decorações de bolos e glacês, preparados de abóbora e outros produtos com cores artificiais em amarelo, laranja ou vermelho.
Amarelo crepúsculo é frequentemente usado em conjunção com E123, amaranto, para produzir uma coloração castanha tanto em chocolates quanto caramelos.[carece de fontes?]
Em altas concentrações, amarelo crepúsculo em solução com água sofre uma transição de fase de um líquido isotrópico para um cristal líquido nemático. Isto ocorre entre uma concentração de 0,8 M e 0,9 M em temperatura ambiente.

## Possíveis efeitos na saúde
Amarelo crepúsculo é uma versão sulfonada do corante Sudan I, um possível carcinogênico,[carece de fontes?] o qual está frequentemente presente nele como uma impureza. Amarelo crepúsculo por si pode ser responsável por causar reação alérgica em pessoas com intolerância à aspirina, resultando em vários sintomas, incluindo perturbações gástricas, diarreia, vômitos, urticária, inchaço da pele (angioedema) e enxaquecas.
O corante também tem sido associado à hiperatividade em crianças pequenas em pesquisa que incluiu um coquetel de ingredientes, entre eles:
- Amarelo crepúsculo (E110) (Amarelo FD&C #6) - Corante encontrado em produto a base de abóboras
- Carmoisina (E122) - corante vermelho usado em geleias
- Tartrazina (E102) (Amarelo FD&C #5) - coloração amarela
- Ponceau 4R (E124) - coloração vermelha
- Benzoato de sódio (E211) - conservante
- Amarelo de quinoleína (E104) - corante alimentar
- Vermelho allura AC (E129) (vermelho FD&C #40) - corante alimentício laranja/vermelho

## Regulamentação
Como resultado destes potenciais problemas de saúde, tem havido apelos para a retirada do amarelo crepúsculo do uso de alimentos.
Em 6 de setembro de 2007, a Food Standards Agency britânica revisou conselhos sobre certos aditivos alimentares artificiais, incluindo o E110. O relatório diz, "Este tem sido um importante estudo de investigação numa importante área de pesquisa. Os resultados sugerem que o consumo de determinadas misturas de corantes artificiais e conservante benzoato de sódio está associada com o aumento do comportamento hiperativo em crianças.
"No entanto, os pais não devem pensar que simplesmente ingerir esses aditivos alimentares evitará transtornos de hiperatividade. Sabemos que muitas outras influências estão em trabalho, mas pelo menos esta é uma que crianças podem evitar."
Em 10 de abril de 2008, a Foods Standard Agency alertou para uma remoção voluntária das cores (mas não o benzoato de sódio) até 2009. Além disso, recomendou que deveria haver ação para eliminá-los em comida e bebida na União Europeia (UE) durante um período especificado.
Amarelo crepúsculo está banido na Noruega e Finlândia.
Em 2008, um acordo proposto pela U.E. especifou que os alimentos e bebidas que contenham qualquer um dos seis corantes artificiais que podem estar ligados ao comportamento hiperativo de crianças terá de conter advertências, incluindo o amarelo crepúsculo. A exigência se aplica às importações, bem como aqueles produzidos na U.E.. Centenas de produtos que contem os corantes são esperados a desaparecer do comércio a partir no período 2008-2010 seguindo a determinação da Food Standards Agency (FSA) a proibição voluntária sobre a sua utilização em produtos alimentícios. Ministros do Reino Unido acordaram que os seis corantes serão eliminados até 2009.
A EFSA decidiu em 2009 reduzir a ingestão diária aceitável (IDA) para amarelo crepúsculo FCF de 2,5 mg/kg para 1,0 mg/kg de peso corporal por dia [carece de fontes?]. Impurezas na produção podem deixar aminas aromáticas não sulfonadas em concentrações de 100 mg/kg, que pode estar associado com carcinogenicidade.[carece de fontes?] Também um estudo mostrou que misturas de quatro corantes sintéticos adicionados do conservante benzoato de sódio (E211) causa aumento da hiperatividade em humanos. Reações de sensibilidade podem ocorrer quando amarelo crepúsculo FCF é misturado com outros corantes sintéticos.
Além disso, o painel da EFSA observou o limite JECFA para chumbo é ≤ 2 mg/kg, enquanto que a especificação CE é ≤ 10 mg/kg. O aditivo colorante pode também aumentar a ingestão de alumínio além da ingestão semanal tolerável (IST) de 1 mg/kg/semana. Portanto, o limite para o alumínio pode ser ajustado para acomodar para este.
Em 30 de junho de 2010, o Center for Science in the Public Interest (CSPI, Centro para a Ciência no Interesse Público) alertou para o FDA banir o Amarelo 6. O CSPI diz, "Estas substâncias químicas sintéticas fazem absolutamente nada para melhorar a qualidade nutricional e segurança dos alimentos, mas desencadeiam problemas de comportamento em crianças e, possivelmente, câncer em qualquer pessoa."
Em 9 de setembro de 2011 a União Europeia anunciou que reduziriam a concentração máxima permitida de amarelo crepúsculo (em bebidas) de 50 mg/L para 20 mg/L. A alteração proposta seria adotada até o final do ano.